# Build-A-Bear Workshop
Build-A-Bear Workshop (eller bare Build-A-Bear) er en butik med et koncept, der bygger på at man selv skal bygge en bamse. Konceptet går ud på, at selskabet Build-A-Bear Workshop har nogle butikker fordelt ud over flere lande, hvor man kan købe en bamse og selv kan bestemme, hvordan den skal se ud, og klædes på. Herunder kan der tilføje andre personlige præg, f.eks. kan bamsen få sin egen lyd, eller barnet kan vælge et hjerte, som skal lægges ind i bamsen.
Build-A-Bear blev opfundet af Maxine Clark, der i 1997 var med til at åbne den første Build-A-Bear Workshop i Saint Louis, Missouri USA. Siden er der kommet butikker i hele verden. Konceptet kom til Danmark i 2004, hvor den første butik åbnede i Københavns centrum ved hovedingangen til Tivoli. Senere kom der flere butikker i Danmark.
Build-A-Bear havde dansk hovedkontor i Tommerup Stationsby på Fyn.

## Butikker i Danmark
I Danmark har der været 10 butikker, rundt i de større byer, men i 2021 er der ikke flere tilbage.
- København, på Vesterbrogade ved Tivoli  (åbnet i 2004), lukket ved udgangen af 2020.

## Lande
Der er pr. 26. marts 2010 422 butikker i 20 lande:
| Land                       | Antal butikker |
| -------------------------- | -------------- |
| Australien                 | 8              |
| Belgien                    | 2              |
| Canada                     | 22             |
| Danmark                    | 1              |
| Forenede Arabiske Emirater | 3              |
| Frankrig                   | 3              |
| Irland                     | 1              |
| Japan                      | 10             |
| Norge                      | 3              |
| Puerto Rico                | 1              |
| Rusland                    | 5              |
| Singapore                  | 3              |
| Storbritannien             | 50             |
| Sverige                    | 1              |
| Sydafrika                  | 9              |
| Sydkorea                   | 2              |
| Taiwan                     | 1              |
| Thailand                   | 6              |
| Tyskland                   | 8              |
| USA                        | 275            |

## Ekstern kilde/henvisning
- Build-A-Bears danske hjemmeside Arkiveret 9. februar 2006 hos  Wayback Machine